# (1622) Chacornac
(1622) Chacornac – planetoida z grupy pasa głównego asteroid okrążająca Słońce w ciągu 3 lat i 125 dni w średniej odległości 2,23 au. Została odkryta 15 marca 1952 roku w Observatoire Royal de Belgique w Uccle przez Alfreda Schmitta. Nazwa planetoidy pochodzi od Jeana Chacornaca (1823–1873), francuskiego astronoma. Przed nadaniem nazwy planetoida nosiła oznaczenie tymczasowe (1622) 1952 EA.